# Centre de santé Père-René
Le centre de santé Père-René est un centre médical situé en République du Congo. Il a été créé le 6 janvier 2000. La fondation de ce centre répondait à l’attente de la population de Moukondo, car le coût élevé des prestations médicales empêchait de nombreuses personnes de se faire soigner.

## Les soins
Chaque mois jusqu’à de 1 000 patients sont accueillis par une équipe d’une dizaine de personnes, qui assurent les soins dans les meilleures conditions possibles, l’équipe de médecins, laborantins, sages-femmes et d’infirmières, offre les prestations suivantes :
- consultation générale ;
- consultation préscolaire ;
- consultation prénatale ;
- laboratoire ;
- consultation aux patients atteints du SIDA ;
- vaccination des enfants de 0 à 5 ans et des femmes enceintes.

Ce centre de santé est soutenu par la Fondation marianiste.